# Summer Moved On
Summer Moved On — перший сингл норвезького гурту a-ha після перерви у творчості, що тривала з 1994 року, випущений 22 травня 2000 року, який згодом першим увійшов до альбому Minor Earth Major Sky.

## Історія створення
1998 року a-ha знову збираються разом. Вони запрошені взяти участь у концерті-вшануванні нобелівських лауреатів (концерт вперше проведений 1994 року). a-ha зіграли дві пісні: «The Sun Always Shines on T.V.» і «Summer Moved On», а потім повернулися в студію. Результатом став їх новий альбом «Minor Earth Major Sky», що вийшов 2000 року. 
Вокаліст гурту Мортен Гаркет донині залишається автором неперевершеного європейського рекорду серед пісень, що входили у Top 40. Під час запису «Summer Moved On» він тримав одну ноту впродовж 20,2 секунд.

## Відеокліп
Музичний відеокліп був знятий на узбережжі в Кадісі, Іспанія, протягом одного холодного квітневого дня 2000 року. Режисером кліпу став Адам Берг. Також під час зйомок кліпу були використані автомобілі американського виробництва — Buick Wildcat 1969 року, Ford Thunderbird 1961 року, Pontiac Firebird 1968 року, Mercury Cougar 1969 року, Chevrolet Impala 1973 року.

## Музиканти
- Пол Воктор-Савой (Paul Waaktaar-Savoy) (6 вересня 1961) — композитор, гітарист, вокаліст.
- Магне Фуругольмен (Magne Furuholmen) (1 листопада 1962) — клавішник, композитор, вокаліст, гітарист.
- Мортен Гаркет (Morten Harket) (14 вересня 1959) — вокаліст.

## Композиції
| #  | Назва                                              | Тривалість |
| -- | -------------------------------------------------- | ---------- |
| 1. | «Summer Moved On (radio version)»                  | 4:06       |
| 2. | «Barely Hanging On»                                | 3:54       |
| 3. | «Summer Moved On (Remix by C.L.A.S.S. Production)» | 6:02       |